# Sommerschafweide auf Maiersberg
Die Sommerschafweide auf Maiersberg ist ein vom Landratsamt Münsingen am 31. Mai 1955 durch Verordnung ausgewiesenes Landschaftsschutzgebiet auf dem Gebiet der Stadt Hayingen.

## Lage
Das 2,2 Hektar große Landschaftsschutzgebiet liegt etwa einen Kilometer östlich des Hayinger Stadtteils Ehestetten. Es gehört zum Naturraum Mittlere Flächenalb und liegt in der Pflegezone des Biosphärengebiets Schwäbische Alb.
Geologisch stehen Dolomit-Formationen des Unteren Massenkalks des Oberjura an.

## Landschaftscharakter
Das Landschaftsschutzgebiet ist infolge der Nutzungsaufgabe heute weitgehend bewaldet. lediglich im Nordwesten des Gebiets befindet sich eine Wirtschaftswiese.